# Groot
Groot là một siêu anh hùng xuất hiện trong các cuốn truyện tranh Mỹ do Marvel Comics xuất bản. Được tạo bởi Stan Lee, Jack Kirby, Larry Lieber, và Dick Ayers, nhân vật này lần đầu tiên xuất hiện trong Tales to Astonish # 13 (Tháng 11 năm 1960). Một sinh vật ngoài Trái Đất, sinh vật sống giống như cây, Groot ban đầu xuất hiện như một kẻ xâm lược với mục đích bắt con người để thử nghiệm.
Nhân vật này được giới thiệu lại là một nhân vật anh hùng, cao cả trong năm 2006, và xuất hiện trong bộ truyện tranh liên kết tựa đề "Annihilation: Conquest". Groot tiếp tục đóng vai chính trong series spin-off, Guardians of the Galaxy, gia nhập một nhóm cùng tên. Groot đã được giới thiệu trong rất nhiều sản phẩm liên quan đến Marvel, bao gồm các bộ phim hoạt hình dài tập, đồ chơi và trò chơi sưu tập thẻ. Vin Diesel lồng tiếng cho Groot trong bộ phim Guardians of the Galaxy năm 2014, và Krystian Godlewski đóng vai nhân vật bằng hiệu ứng chụp trình diễn. Kể từ khi ra mắt trong bộ phim, Groot đã trở thành một biểu tượng văn hóa nhạc pop, với câu thoại lặp "I am Groot" trở thành một meme mạng xã hội.

## Lịch sử xuất bản
Groot lần đầu tiên xuất hiện trong Tales to Astonish # 13 (Tháng 11, 1960), và được tạo ra bởi Stan Lee và Jack Kirby. Groot xuất hiện lần nữa trong The Incredible Hulk Annual # 5 (Tháng 10, 1976), cùng với năm quái vật khác trong truyện tranh kinh dị của Marvel hồi cuối những năm 1950 và đầu những năm 1960. Trong The Sensational Spider-Man # -1 (tháng 7, 1997), Groot xuất hiện trong một cơn ác mộng của Peter Parker trẻ tuổi.
Groot xuất hiện trở lại vào năm 2006 trong bộ truyện tranh phát hành giới hạn Nicklinger's Howling Commandos, và xuất hiện trong loạt truyện Annihilation: Conquest và Annihilation: Conquest - Star-Lord. Groot tiếp tục gia nhập Guardians of the Galaxy trong loạt truyện cùng tên, và vẫn giữ được danh hiệu này cho đến bộ truyện bị huỷ bỏ với tập truyện thứ 25 trong năm 2010. Groot xuất hiện trong phần tiếp theo của bộ truyện, bản phát hành giới hạn The Thanos Imperative, và, cùng với Vệ binh Rocket Raccoon, Groot đã đóng vai chính trong lực lượng dự phòng trong Annihilators # 1-4 (tháng 3 - tháng 6, 2011) và Annihilators: Earthfall # 1-4 (tháng 11 - tháng 12 năm 2011).
Groot xuất hiện trong tập #6–8 của Avengers Assemble với vai trò là một thành viên trong Đội Vệ Binh. Groot là một trong những nhân vật chính trong Guardians of the Galaxy vol. 3,một phần của hoạt động tái xuất Marvel NOW!.
Nhân vật Groot xuất hiện trong Tales to Astonish và trong Annihilation: Conquest  đã được xây dựng một cách đối lập như là một thành viên độc lập trong cùng một giống loài trong tập thứ sáu và cũng là cuối cùng của tập truyện Groot ra mắt vào Tháng 7, 2015.

### Phim ảnh

Groot trong áp phích nhân vật cho bộ phim năm 2014 Guardians of the Galaxy.